# Черкеська автономна область
Черкеська автономна область, Черкеська АО (рос. Черкесская автономная область, кабард. Адыгэ автоном куей
) — адміністративно-територіальна одиниця в РРФСР, що існувала в 1928–1957 роках. Адміністративний центр — місто Черкеськ.

## Історія
Область було утворено 30 квітня 1928 року в складі Північно-Кавказького краю з Черкеського національного округу. Територія автономної області складалася з двох частин: основної, що займала долини річок Великий і Малий Зеленчук і Кубань, а також анклаву, розташованого у верхів'ях річок Уруп і Кефар. Цей анклав був не населений, а його землі використовувалися для літнього випасу худоби.
10 липня 1931 Постановою Президії ВЦВК було скасовано Баталпашинський район. При цьому Баталпашинська, Миколаївська, Овечкинська і Сторожова сільради були передані Черкеській АО.
З 13 березня 1937 область у складі Орджонікідзевського краю, з 12 січня 1943 — Ставропольського краю.
12 січня 1957 Черкеська автономна область увійшла до складу Карачаєво-Черкеської АО у складі Ставропольського краю. Їй були також передані Зеленчуцький, Карачаєвський і Усть-Джегутинський райони Ставропольського краю.

## Адміністративний поділ і населення
Станом на 17 грудня 1939 до складу області входили 1 місто обласного підпорядкування і 5 районів:
|   | Район                            | Центр          | Всього населення | Росіяни | Черкеси (Адиги) | Абазини | Ногайці | Греки | Вірмени | Інші |
| - | -------------------------------- | -------------- | ---------------- | ------- | --------------- | ------- | ------- | ----- | ------- | ---- |
| 1 | м. Черкеськ                      |                | 28 645           | 25 106  | 412             | 417     | 144     | 129   | 280     | 2050 |
| 2 | Черкеський                       | м. Черкеськ    | 14 716           | 9209    | 188             | 4012    | 68      | 8     | 290     | 948  |
| 3 | Ікон-Халцький (Ікон-Халковський) | аул Ікон-Халк  | 15 175           | 2333    | 6558            | 860     | 4804    | 32    | 13      | 271  |
| 4 | Кіровський                       | ст-ця Ісправна | 14 354           | 13 880  | 39              | 22      | 24      | 5     | 14      | 375  |
| 5 | Кувинський                       | с. Ерсакон     | 9627             | 2543    | 1840            | 2929    | 1104    | 643   | 18      | 495  |
| 6 | Хабезький                        | аул Хабез      | 14 062           | 1118    | 6973            | 2005    | 12      | 10    | 3       | 270  |
|   | Загалом населення                |                | 92 898           | 54 189  | 16 010          | 10 245  | 6156    | 829   | 618     | 4409 |

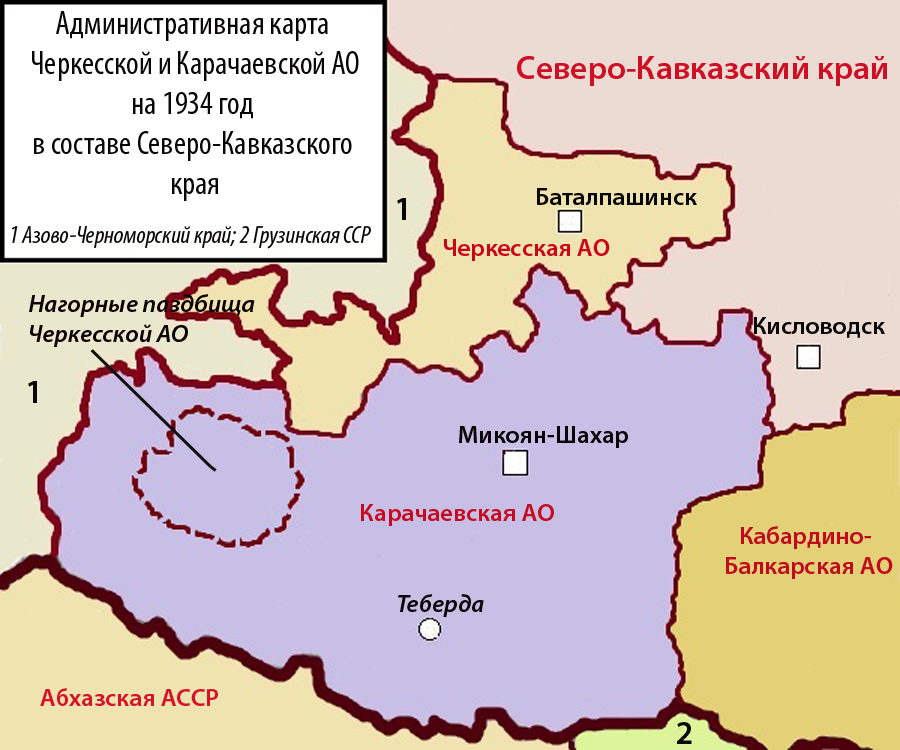
Черкеська АО у 1934
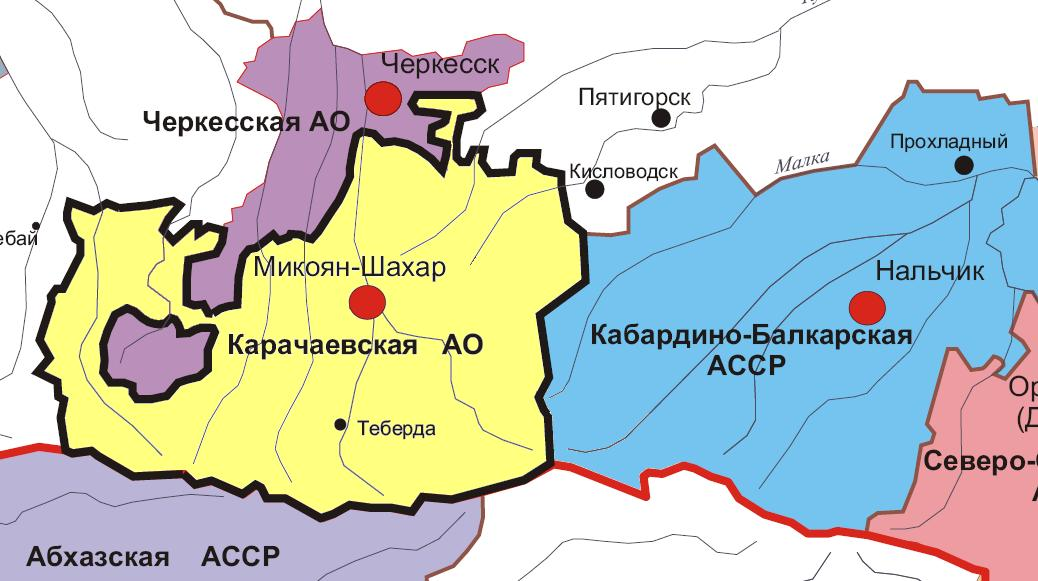
Черкеська АО у 1943
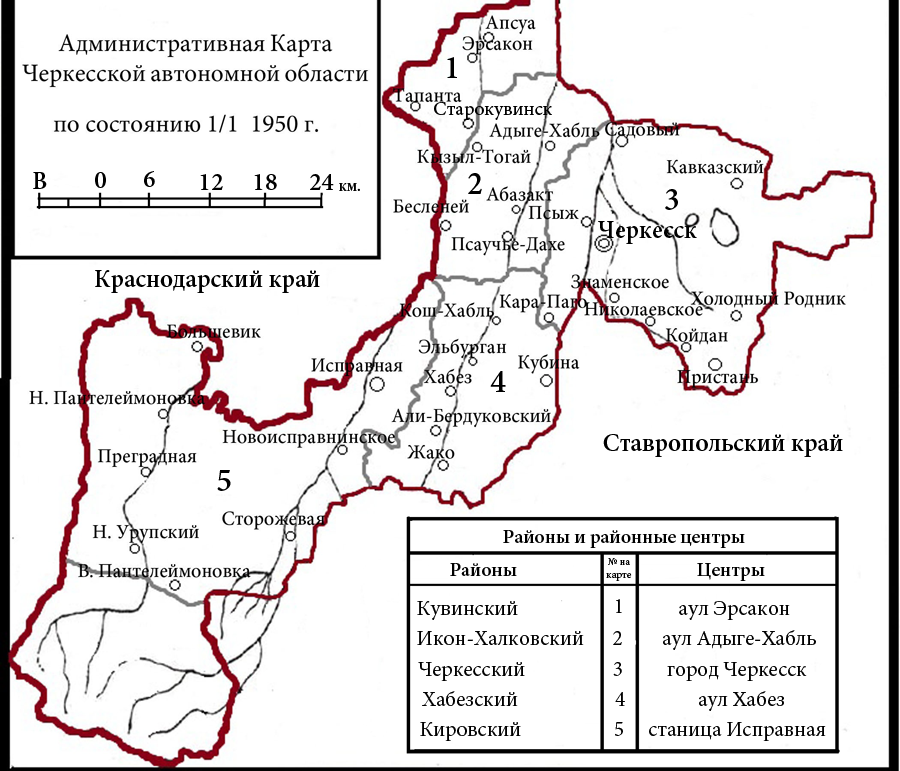
Черкеська АО у 1950
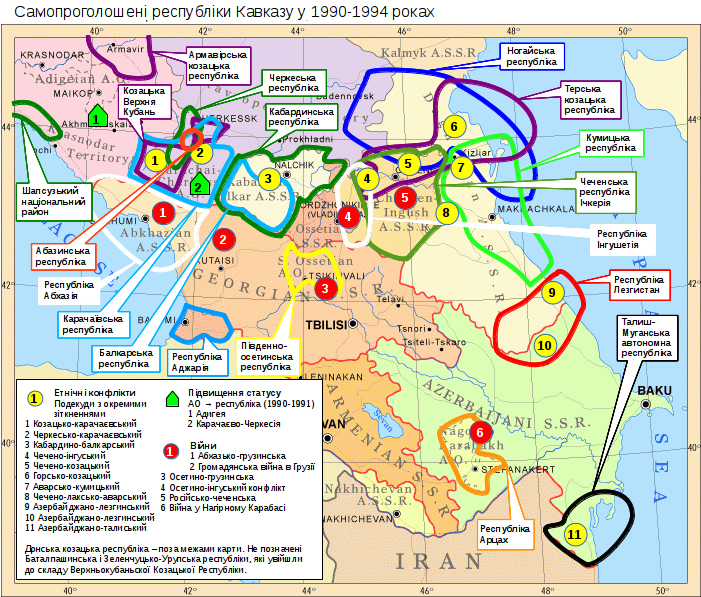
Спроба відновлення Черкеської автономії на початку 1990-х